# Берт (крокодил)
Берт (около 1920 или 1930 годов — декабрь 2024) — гребнистый крокодил, снявшийся в австрало-американском комедийном боевике «Данди по прозвищу «Крокодил»».
Крокодила назвали в честь Бёрта Рейнольдса, и он был задействован в австрало-американском комедийном боевике «Данди по прозвищу «Крокодил»» вместе с Полом Хоганом в роли Майкла и Линдой Козловски в роли журналистки Сью Чарльтон через несколько лет после того, как был пойман в дикой природе у реки Рейнольдс на Северной территории Австралии.
Также Берт появился в качестве модели визуальных эффектов в австралийском фильме ужасов «Крокодил» в 2007 году. С 2008 года жил в бухте Крокозавр, в заповеднике крокодилов в Дарвине, где пытался предсказать результаты выборов, а самими сотрудниками Берт был отмечен пылким темпераментом. В 2018 году он  привлек внимание СМИ за то, что точно предсказал победу Франции над Хорватией в финале чемпионата мира по футболу 2018 года, укусив французский флаг. Ранее он ошибочно предсказал, что Австралия победит Францию в матче группового этапа 2018 года.
Умер в бухте Крокозавр 21-22 декабря 2024 года. По некоторым источникам скончался в возрасте 90 лет. В заповеднике описали его как жестокого и увлекательного посла обучения крокодилов и заявили, что установят памятный знак в его честь. Точный возраст Берта на момент смерти неизвестен, поскольку он был схвачен в 1980-х годах в неопределенном возрасте. По оценкам экспертов, ему, вероятно, было около 100 лет. Его длина составляла 5 метров, а вес - 700 килограммов.